# Tomáš Galis
Tomáš Galis (ur. 22 grudnia 1950 w Selicach) – słowacki duchowny katolicki, biskup diecezjalny żyliński od 2008 roku.

## Życiorys
Urodził się w 1950 roku w Selicach. Po uzyskaniu świadectwa maturalnego studiował teologię na Rzymskokatolickim Wydziale Teologicznym im. Świętych Cyrla i Metodego. 6 czerwca 1976 roku został wyświęcony na księdza. Następnie pracował jako wikariusz w parafiach w Hrinovej i Breźnie. W 1980 roku objął probostwo w Lazanach, a osiem lat później w Kľaku. W 1990 roku został powołany na urząd dziekana dekanatu bańskobystrzyckiego i wikariusza generalnego diecezji. Tego samego roku został rektorem Wyższego Seminarium Duchownego im. św. Franciszka Ksawerego w Badinie, które sprawował do 1999 roku. W międzyczasie kontynuował studia specjalistyczne między innymi na Papieskiej Akademii Teologicznej w Krakowie. W 1998 roku uzyskał stopień naukowy doktora.
W 1999 roku papież Jan Paweł II prekonizował go biskupem pomocniczym diecezji bańskobystrzyckiej przydzielając mu jako tytularną stolicę biskupią Bitę. Jego konsekracja biskupia miała miejsce tego samego roku. W Konferencji Episkopatu Słowacji zajął się sprawami związanymi z wychowaniem katolickim. Po utworzeniu 14 lutego 2008 przez papieża Benedykta XVI diecezji żylińskiej, został mianowany jej pierwszym biskupem diecezjalnym.